# 尹清辽
尹清辽（1971年11月—），河南内乡人，1997年7月参加工作，1998年8月加入中共，工学博士，研究员级高级工程师。1994年毕业于重庆建筑工程学院机电工程学院起重运输与工程机械专业；1997年取得重庆建筑大学建筑经济与管理专业硕士学位。现任中共陕西省委副秘书长。

## 简历
1997年7月，任中国核工业总公司建工局施工技术处员工；1997年8月，任中国核工业第二二建设公司秦山二期项目部员工；1998年8月，任中国核工业中原建设公司质保工程师；
2013年6月，任中国核工业二四建设有限公司党委书记、副总经理；
2016年4月，任中共安康市委常委、安康市人民政府副市长；
2018年4月，任中共宝鸡市委副书记；
2019年5月，任中共陕西省委副秘书长、军民融合办常务副主任。